# Bathyraja peruana
Bathyraja peruana är en rockeart som beskrevs av McEachran och Miyake 1984. Bathyraja peruana ingår i släktet Bathyraja och familjen egentliga rockor. IUCN kategoriserar arten globalt som otillräckligt studerad. Inga underarter finns listade.